# EXE (テレビ)
EXE（エグゼ）は、日本ビクター株式会社（現・株式会社JVCケンウッド）製テレビ受像機のブランド。日本ビクターの販売していた液晶テレビ、プラズマテレビ、リアプロジェクションテレビにEXEのブランド名を採用していた。
日本国内の家庭用テレビの販売は2008年で撤退した。業務用機種とビクター特約店向けの一部機種は以後も継続販売されたが、2009年からはチューナー非搭載のディスプレイXIVIEWに引き継がれた。その後、2011年頃にはテレビと民生用ディスプレイ事業から完全に撤退し、放送・製作用、産業用、医療用等の業務用ディスプレイに主軸を移した。
名称は感動（Emotional）の高画質と心躍る（Exciting）高音質との融合（X）を意味している（ビクター・カラーテレビカタログより）。社内公募によりEXEが採用された。

## 液晶EXE
ビクターは液晶パネルを自社生産はせずにパネルメーカーから購入して、それにビクター独自の映像処理技術（GENESSA）を導入した形で販売していた。また、2005年には業界で初めて液晶の高速応答タイプのテレビを開発し、液晶の問題点である残像感を大幅に低減したテレビを発売した。ビクター独自のオブリコーンスピーカーの搭載や、2006年の春に発売したモデルには小型スピーカーでも重低音を再生できる技術であるMaxxBassを搭載した。一部のモデルは三洋電機等へOEM供給もされた。なお2008年の撤退時まで音質、画質ともに高い評価を得ていた。

### ラインナップ

#### 高速応答搭載
- LT-37LC70
- LT-32/37LC85
- LT-32LC305-B/S
- LT-37/42/47LH805（フルハイビジョン対応）
- LT-37/42/47LH905（フルハイビジョン対応）
- LT-37/42/47LH955（フルハイビジョン対応。ビクター特約店など一部店舗での限定販売）

#### 高速応答非搭載
- LT-26LC50-B/S
- LT-32LC50-B/S
- LT-20/26/32/37LC60
- LT-20/26/32LC70
- LT-26LC80
- LT-40LH700（フルハイビジョン対応）
- LT-37/42/46LH800（フルハイビジョン対応）
- LT-32/37LC205

## プラズマEXE
プラズマテレビもパネルは外部調達で製造していた。2004年に発売した機種を最後に撤退。

### ラインナップ
- PD-42DV4
- PD-35DV50
- PD-42DV50
- PD-42DH4
- PD-50DH4
- PD-42DH50
- PD-50DH50

## ビッグスクリーンEXE
ビクターはプロジェクター用の反射型液晶素子（LCOS）であるD-ILAを開発、パネルの生産からテレビの組立てまで一貫の垂直統合型事業としてリアプロジェクションテレビを製造していた。2004年に北米で発売した後、2005年には日本国内でも発売した。欧州と北米では薄型モデルも販売した。一度はビクターの主力商品として精力的に売り出したものの、液晶テレビの価格下落に影響されて2007年に撤退。

### ラインナップ
- HD-52MD60
- HD-61MD60
- HD-52MH700（フルHD解像度モデル）
- HD-56MH700（フルHD解像度モデル）
- HD-61MH700（フルHD解像度モデル）
- HD-70MH700（フルHD解像度モデル）
- HD-110MH80（フルHD解像度モデル）